# 武田華奈
武田 華奈（たけだ かな、1989年7月19日 - ）は、元テレビ宮崎のアナウンサー。血液型はA型。
熊本県玉名市出身。西南学院大学卒業。2012年4月テレビ宮崎に入社。2025年3月、同社を退社。

## 人物・エピソード
- 大学時代、ミス西南学院大学に選ばれ、2008年度Miss of Miss Campus Queen Contest審査員特別賞を受賞[1]。
- 2012年4月テレビ宮崎に入社し、同時期に始まったU-dokiの初代お天気キャスターを担当する。
- 趣味、特技は書道、バドミントン、ダイビング、グルメ旅行。キリン好きでキリンマニアを自認する。「火曜ゴールデン よかばん!!」ではセーラー服を着るなどのコスプレをしたことがある。
- 2023年､九州朝日放送アナウンサーの長岡大雅と結婚した。12月には第一子の妊娠が夫の長岡より公表された。自身も12月5日の「よかばん」で妊娠と産休に入る事を報告し、これまでの名場面が特集された。
- 2025年3月25日放送の「火曜ゴールデン よかばん!!」に2年振りに出演。夫のいる福岡市に生活の拠点を移したため、テレビ宮崎を退社する旨を伝えた。

## 過去の担当番組
- U-doki
- UMKスーパーニュース（2013年4月5日 - 2014年3月）：スポーツキャスター（金）
- Mスポーツ
- で〜ちゃんのぶらっと金曜日
- じゃがじゃがサタデー
- シネマNAVI
- UMKスーパーニュース（2019年4月 - 月、火担当）
- 火曜ゴールデン よかばん!! （2019年5月 - ）
- Oh!宮崎大地のチカラ
- You & Live Smile
- UMKニュース